# ماهر حبیب راضی
ماهر حبیب راضی (انگلیسی: Mahir Habib Radhi؛ زادهٔ ۱۹ ژوئن ۱۹۷۷) یک بازیکن فوتبال اهل عراق است.
از باشگاه‌هایی که در آن بازی کرده‌است می‌توان به الشرطه و تیم ملی فوتبال عراق اشاره کرد.
وی همچنین در تیم ملی فوتبال تیم ملی فوتبال عراق بازی کرده است.